# Nhanh như chớp (trò chơi truyền hình)
Nhanh như chớp (tiếng Anh: Lightning Quiz Vietnam) là một trò chơi truyền hình do Đài Truyền hình Thành phố Hồ Chí Minh và công ty Đông Tây Promotion phối hợp sản xuất, dựa trên chương trình Pritsana Fah Laep (tiếng Thái: ปริศนาฟ้าแลบ, tiếng Anh: Lightning Quiz) của Thái Lan. Các thí sinh sẽ phải vượt qua những câu hỏi đố mẹo, kiến thức, đố chữ để giành chiến thắng. Chương trình bắt đầu phát sóng từ ngày 7 tháng 4 năm 2018 trên HTV7. Trường Giang và Hari Won là hai MC chính của chương trình.
Mùa 5 của chương trình phát sóng từ ngày 23 tháng 12 năm 2023.

## Thể thức thi đấu
Mỗi tập phát sóng bao gồm 6 thí sinh tham gia, được chia đều vào hai đội A và B. Các đội thi đấu với nhau theo thể thức đấu loại trực tiếp. Đội thắng trong mỗi tập sẽ thi đấu ở vòng tiếp theo.
Dưới đây là thể thức thi đấu của chương trình từ mùa 1 đợt 2. Một mùa phát sóng gồm 31 tập, trong đó có 2 đợt phát sóng, mỗi đợt 15 tập, và một trận Siêu cúp dành cho hai đội vô địch của cả hai đợt.
1. Vòng loại (8 tập): 16 đội tham dự sẽ bắt đầu thi đấu từ vòng này. 8 đội thắng tiến vào vòng tứ kết.
2. Vòng tứ kết (4 tập): 8 đội thắng ở vòng loại sẽ thi đấu ở vòng này. 4 đội thắng sẽ vào vòng bán kết.
3. Vòng bán kết (2 tập). 4 đội thắng ở vòng tứ kết sẽ thi đấu ở vòng này. 2 đội thắng sẽ vào trận chung kết.
4. Chung kết (1 tập): 2 đội thắng ở vòng bán kết sẽ thi đấu ở vòng này. Đội thắng ở trận này sẽ là đội vô địch.
5. Siêu cúp (Gala - 1 tập): Trận giao hữu giữa 2 đội vô địch của 2 đợt.

## Luật chơi
Qua mỗi mùa phát sóng, chương trình đã có những thay đổi về luật chơi cũng như cơ cấu giải thưởng. Dưới đây là luật chơi của chương trình kể từ mùa 4.

### Vòng đấu loại
Trong mỗi lượt đấu, mỗi đội cử một thành viên đại diện cho đội thi đấu với một thành viên của đội khác. Hai thí sinh thi đấu đối kháng với nhau bằng một bộ câu hỏi chung với thứ tự giống nhau cho cả hai người. Một người sẽ được chơi trước còn người kia bước vào phòng cách âm để không nghe thấy câu hỏi của chương trình.
Thí sinh sẽ ngồi lên một "cỗ máy tia chớp" và có 2 phút để trả lời nhanh một bộ câu hỏi gồm nhiều câu (bao gồm câu hỏi chuẩn và câu đố mẹo). Thời gian chỉ được tính từ khi MC bắt đầu đọc câu hỏi đến lúc người chơi chốt câu trả lời, và không được tính khi các thí sinh và MC trò chuyện. Mỗi lần trả lời đúng, người chơi được kéo lên một nấc của con dốc, trả lời sai sẽ bị đẩy xuống đáy dốc (nấc số 0); điểm được tính bằng số lượng câu trả lời đúng liên tiếp và nhiều nhất (ví dụ, một thí sinh trả lời được đến mốc số 5 rồi trả lời sai và không trả lời được liên tiếp quá 5 câu sau đó thì điểm số sẽ là 5). Thí sinh không được quyền bỏ qua bất kỳ câu hỏi nào mà phải trả lời tất cả các câu hỏi dù sai và tuyệt đối không nghe theo đồng đội. Nếu trả lời theo gợi ý của đồng đội, đáp án sẽ không được chấp nhận và bị tính là trả lời sai.
Chú ý: Trong một số câu hỏi, nếu thí sinh đưa ra đáp án khác với những đáp án đã được chương trình biên soạn sẵn trước đó nhưng được coi là "hợp lý" thì vẫn được tính là trả lời đúng.
Nếu trả lời đúng đến mốc số 10 (đúng 10 câu liên tiếp), thí sinh sẽ ngay lập tức nhận được 20.000.000 đồng. Chỉ có một giải 20.000.000 đồng duy nhất trong mỗi chương trình, nghĩa là những người chơi khác dù có trả lời đúng 10 câu liên tiếp thì sẽ không được nhận 20.000.000 đồng mà chỉ tính là 10 điểm, kể cả khi thí sinh hai lần đạt 10 câu liên tiếp đúng trong cùng chương trình. Khi cả hai thí sinh trong lượt đấu đã hoàn thành phần thi, đội có số đáp án đúng liên tiếp cao hơn sẽ giành điểm ở lượt đó. Nếu hai đội có số đáp án đúng liên tiếp như nhau thì mỗi đội giành 1 điểm.
Sau lượt 3, nếu tỉ số là 3-0 (một đội thắng cả 3 lượt đầu) hoặc 3-1 (thắng 2 trong 3 lượt, lượt còn lại hòa) thì trận đấu sẽ kết thúc ngay lập tức; đội dẫn trước sẽ là đội chiến thắng và bước vào vòng đặc biệt. Với các trường hợp còn lại, trận đấu sẽ tiếp tục với lượt thứ 4 (khi đó hai người vừa tham gia lượt 3 sẽ không được tham gia lượt này). Nếu sau lượt 4 mà vẫn chưa có đội chiến thắng, sẽ có một câu hỏi phụ và mỗi đội chọn ra một thành viên bất kỳ để đại diện đứng trước một cây cột. Sau khi nghe câu hỏi, người chơi giành quyền trả lời bằng cách đặt tay lên cột. Trả lời đúng thì đội có thành viên đó giành chiến thắng, nếu sai thì thành viên của đội kia sẽ trả lời, nếu đúng thì thắng. Nếu cả hai thành viên không trả lời được câu hỏi, một câu hỏi khác sẽ được đưa ra cho đến khi có đội thắng.
Kết thúc vòng thi, đội chiến thắng sẽ lọt vào vòng đặc biệt và giành quyền đi tiếp vào vòng sau, còn đội thua cuộc sẽ nhận phần thưởng 15.000.000 đồng.

### Vòng đặc biệt
Đội chiến thắng sẽ đứng trước một cây cột. Trong vòng 1 phút, đội phải liệt kê 20 đáp án theo chủ đề do chương trình đưa ra. Để được xác nhận, mỗi người chơi cần đặt tay lên cột và nói. Các thành viên phải nói luân phiên nhau và không được nói trùng ý. Sau 1 phút, nếu đội liệt kê đủ hoặc hơn 20 đáp án thì chiến thắng và nhận giải thưởng cao nhất (xem cơ cấu giải thưởng ở dưới).

### Thay đổi thành viên đội chơi
Tất cả thành viên trong các đội chiến thắng có quyền lựa chọn tiếp tục hoặc không tiếp tục tham gia chương trình. Nếu không tiếp tục tham gia thì một người chơi khác sẽ thay thế vị trí cho người đó.

## Cơ cấu giải thưởng
Dưới đây là cơ cấu giải thưởng áp dụng hiện nay.

### Chính
| Vòng đấu          | Thắng vòng đặc biệt | Thua vòng đặc biệt | Thua vòng đấu loại |
| ----------------- | ------------------- | ------------------ | ------------------ |
| Vòng loại, tứ kết | 60.000.000 đồng     | 18.000.000 đồng    | 15.000.000 đồng    |
| Vòng bán kết      | 80.000.000 đồng     | 18.000.000 đồng    | 15.000.000 đồng    |
| Chung kết         | 500.000.000 đồng    | 60.000.000 đồng    | 30.000.000 đồng    |

### Siêu cúp Nhanh như chớp
| Thắng vòng đặc biệt | Thua vòng đặc biệt | Thua vòng đấu loại |
| ------------------- | ------------------ | ------------------ |
| 1.000.000.000 đồng  | 18.000.000 đồng    | 12.000.000 đồng    |

## Tổng quan các mùa
Hiện chương trình đã phát sóng được 5 mùa.
| Mùa | Mùa | Số tập | Số tập | Phát sóng gốc        | Phát sóng gốc        |
| Mùa | Mùa | Số tập | Số tập | Phát sóng lần đầu    | Phát sóng lần cuối   |
| --- | --- | ------ | ------ | -------------------- | -------------------- |
|     | 1   | 42     | 42     | 7 tháng 4 năm 2018   | 26 tháng 1 năm 2019  |
|     | 2   | 31     | 31     | 23 tháng 3 năm 2019  | 26 tháng 10 năm 2019 |
|     | 3   | 51     | 51     | 26 tháng 9 năm 2020  | 11 tháng 9 năm 2021  |
|     | 4   | 44     | 44     | 6 tháng 8 năm 2022   | 10 tháng 6 năm 2023  |
|     | 5   | 33     | 33     | 23 tháng 12 năm 2023 | 10 tháng 8 năm 2024  |

## Các sự cố, sự việc quanh chương trình

### Sai nội dung câu hỏi
Trong vòng đặc biệt của trận chung kết mùa 1 đợt 2 phát sóng vào ngày 12 tháng 1 năm 2019, chương trình có yêu cầu kể tên 20 quốc gia từng đăng cai World Cup. Vì nội dung của câu hỏi có phần sai sót nên các thí sinh không thể giành chiến thắng. Ngoài ra, đáp án Canada dù được công nhận nhưng lại không chính xác vì nước này chưa bao giờ đăng cai World Cup. Công ty Đông Tây Promotion sau đó đã xóa video tập phát sóng này trên kênh YouTube của mình do phát hiện sai sót trên. Tuy nhiên, chỉ ít ngày sau đó, công ty đã cho xuất hiện lại video này trên YouTube và sửa lại nội dung câu hỏi là "Kể tên 20 quốc gia đăng cai World Cup?". Theo một số khán giả thì tới thời điểm câu hỏi được đưa ra, mới chỉ có 17 nước đã từng đăng cai World Cup.
Trong trận chung kết mùa 3 đợt 2 phát sóng ngày 24 tháng 4 năm 2021, chương trình đưa ra câu hỏi "Trong tác phẩm Vợ nhặt của nhà văn Nam Cao, vợ của Tràng ăn liền mấy bát bánh đúc?" Đây là một câu hỏi sai hoàn toàn vì Vợ nhặt là tác phẩm nổi tiếng của nhà văn Kim Lân.

### Sai lệch kết quả
Trong vòng đặc biệt của tập 48 phát sóng ngày 27 tháng 4 năm 2019, MC Trường Giang đã công bố đội liệt kê được 15 đáp án cho câu hỏi "kể tên 20 loài động vật có trên 4 chân", nhưng theo ghi nhận của một số khán giả thì đội liệt kê được đến 16 đáp án. Sự cố này xảy ra do lỗi hệ thống làm cho số thứ tự đáp án chỉ dừng lại ở 15. Mặc dù vậy, đây chỉ là sự cố nhỏ và không ảnh hưởng đến kết quả chung của trận đấu.

### Gian lận bớt đáp án
Trong vòng đặc biệt tập 1 mùa 2 đợt 2 phát sóng ngày 13 tháng 7 năm 2019, với yêu cầu "kể tên 20 từ ghép với từ 'ăn'", đội Phát La, Midu, Emma đã trả lời đúng 19 đáp án. Tuy nhiên, điều khiến khán giả bức xúc là việc chương trình bị cho là đã vội vã bấm hết giờ mặc dù đồng hồ trên màn hình còn đến 4 giây, đủ thời gian để đội Midu có thể đưa ra thêm một câu trả lời. Ngoài ra, những đáp án mà đội này đưa ra như "ăn hình, ăn đá..." lại không được tính khiến khán giả khó hiểu. Nhiều người nhận định nếu tính những đáp án như trên thì đội Midu đã giành được chiến thắng.

### Gian lận thời gian
Chương trình từng gây tranh cãi khi bị tố cố tình gian lận trong phần thi của diễn viên Lê Nhân ở tập 4. Khi nam diễn viên hài đã trả lời đúng ở mốc số 8 (thời gian hiện trên màn hình còn 38 giây), theo luật của chương trình thì thời gian sẽ dừng lại cho đến khi MC Hari Won đọc câu hỏi tiếp theo. Tuy nhiên, trong khoảng thời gian Hari Won đang giao lưu cùng người chơi thì thời gian trên màn hình vẫn trôi, khiến Lê Nhân mất đến 17 giây. Khi nữ MC bắt đầu đọc câu hỏi ở mốc số 9, thời gian chỉ còn lại 21 giây. Sau khi trả lời đúng câu hỏi này, Lê Nhân chỉ vừa nghe kịp câu hỏi ở mốc số 10 trước khi có tín hiệu hết giờ. Bên dưới phần bình luận, nhiều khán giả đã phản ứng rất gay gắt, thậm chí còn chụp lại bằng chứng từng giây cụ thể để tố chương trình đã gian lận trong phần thi của Lê Nhân. Không chỉ Lê Nhân, phần thi của một số thí sinh khác cũng có tình trạng tương tự, chẳng hạn của Ốc Thanh Vân, Midu ở mùa 2, hay Ngọc Thảo ở mùa 3.

### Sai đáp án
Chương trình còn đặt ra nhiều câu hỏi vô lý, đáp án đúng không được công nhận cũng khiến khán giả bức xúc. Trong phần thi của diễn viên Ngọc Trai, với câu hỏi "Thúy Kiều họ gì?" mà không hề đề cập đến "Truyện Kiều" của Nguyễn Du, Ngọc Trai trả lời là "họ Nguyễn" thì lại không được công nhận trong khi, đáp án chính là "họ gì cũng được". Một khán giả đã phản ứng: "Họ gì cũng được thì tại sao họ Nguyễn lại không được nhỉ, chương trình đặt câu hỏi không hợp lý rồi đến khi thí sinh trả lời thì lại không công nhận".

### Sai sót về kiến thức
Qua 4 mùa phát sóng, chương trình đã phát hiện ra những sai sót về kiến thức sau. Những lỗi sai này đều đến từ những câu hỏi ở vòng chơi chính. 
| TT | Tập             | Câu hỏi                                                                               | Đáp án của chương trình                | Phản hồi |
| -- | --------------- | ------------------------------------------------------------------------------------- | -------------------------------------- | --- |
| 1  | 35 (22/5/2021)  | Cà gì ai cũng thích?                                                                  | Cà rá (hột xoàn)                       | Cà rá là danh từ riêng của người dân miền Nam ngày xưa chỉ cái nhẫn. |
| 2  | 31 (24/4/2021)  | "Trong tác phẩm Vợ nhặt của nhà văn Nam Cao, vợ của Tràng ăn liền mấy bát bánh đúc?"  | 4 bát                                  | Tác giả của tác phẩm này thực tế là Kim Lân. Sau khi tập này phát sóng, nhiều khán giả đã rất ngỡ ngàng và để lại bình luận thắc mắc về câu hỏi này. Ngay cả hai MC cũng như người chơi đều không nhận ra sự nhầm lẫn này. Sau khi nhận được phản hồi của khán giả, chương trình đã đăng tải lại tập phát sóng đó với nội dung câu hỏi có tên tác giả được đổi lại thành Kim Lân, đồng thời bỏ phần đọc câu hỏi có tên tác giả sai của hai MC. |
| 3  | 31 (24/4/2021)  | "Vườn thú lớn nhất Việt Nam hiện nay thuộc tỉnh nào?"                                 | Phú Quốc                               | Do câu hỏi này hỏi về tỉnh nên đáp án Phú Quốc là không chính xác. Đáp án đúng phải là Kiên Giang vì Phú Quốc là một thành phố thuộc tỉnh này. Việc công nhận đáp án Phú Quốc đã gây nên tranh cãi với khán giả truyền hình. |
| 4  | 15 (2/1/2021)   | "Tính đến nay, Việt Nam đã đăng cai tổ chức SEA Games bao nhiêu lần?"                 | 2 lần                                  | Tại thời điểm phát sóng, nhiều khán giả cho rằng đáp án đúng phải là 1 lần (vào năm 2003). Sau khi tập này được phát sóng, nhiều khán giả bày tỏ sự khó hiểu, không đồng tình với đáp án và lời giải thích từ chương trình. |
| 5  | 22 (24/8/2019)  | "Động Hương Tích nằm ở đâu?"                                                          | Huế                                    | Đáp án đúng phải là Hà Nội. Sau khi phát sóng trên TV, chương trình đã sửa sai bằng cách chọn góc quay khác và chèn câu trả lời đúng nhằm hợp thức hóa đáp án của Nam Thư và Lâm Á Hân. |
| 6  | 12 (15/6/2019)  | "Đường Tăng đặt tên cho Tôn Ngộ Không là gì?"                                         | Tôn Hành Giả                           | Trường Giang cho biết Ngộ Năng là tên của Sa Tăng, tuy nhiên đây là sai vì Ngộ Năng là tên được Đường Tăng đặt cho Trư Bát Giới, còn Sa Tăng được đặt cho tên gọi Ngộ Tịnh. |
| 7  | 11 (8/6/2019)   | "Giải bóng đá nào mà không có chiếc cup vô địch?"                                     | SEA Games, Olympic                     | SEA Games và Olympic không phải là giải bóng đá mà là đại hội thể thao. |
| 8  | 1 (23/3/2019)   | "Chất đạm (protein) được tiêu hóa ở ruột già hay ruột non của con người?"             | Dạ dày                                 | Đáp án của chương trình thiếu chuẩn xác, bởi vì bên cạnh dạ dày, chất đạm vẫn tiêu hóa trong ruột non. |
| 9  | 12 (15/6/2019)  | "Xoài tượng, xoài cát, xoài mút, xoài keo, xoài lắc, từ nào khác với các từ còn lại?" | Xoài Mút (tên một địa danh)            | Với đáp án này, có khán giả đã phản ứng: "Đề nghị xem lại câu hỏi của Trường Giang về các loại xoài. Có loại xoài mút với tên gọi khác là xoài rừng, nói rằng không có loại xoài mút là sai hoàn toàn". |
| 10 | 2 (14/4/2018)   | "Thành viên John Lennon chơi nhạc cụ gì trong nhóm?"                                  | John Lennon là giọng ca chính của nhóm | Đáp án bị đánh giá là chưa đúng vì theo một số khán giả, dù là ca sĩ nhưng John Lennon chơi rất giỏi đàn guitar. |
| 11 | 2 (14/4/2018)   | "Nàng Mona Lisa có lông mày bên nào đậm hơn?"                                         | Không có lông mày                      | Năm 2007, theo kết quả cuộc nghiên cứu mới nhất của kỹ sư Pascal Cotte người Pháp, bức họa Mona Lisa vẫn có lông mày và lông mi. |
| 12 | 37 (22/12/2018) | "Để đến trường Hogwarts, Harry Potter đi bằng xe lửa hay máy bay?"                    | Ô tô bay                               | Đáp án sai vì phương tiện đến trường của Harry Potter là xe lửa. |
| 13 | 34 (1/12/2018)  | "Trái gì không ăn được nhưng đập được?"                                               | Trái tim                               | Đáp án này không đúng vì tim gà hay tim vịt vẫn có thể ăn được bình thường. |
| 14 | 18 (26/11/2022) | "Tên của hành tinh nào được nhắc đến trên bản đồ Việt Nam? (Đố tên tỉnh)"             | Sóc Trăng (từ Trăng là Mặt Trăng)      | Đáp án chương trình đưa ra là Sóc Trăng, và giải thích Trăng được gọi là một "hành tinh" cùng với Mặt Trời theo lời của MC Trường Giang. Điều này là chưa chính thức vì Mặt Trăng là vệ tinh tự nhiên và Mặt Trời là một ngôi sao chứ không phải là một hành tinh. |
| 15 | 4 (13/1/2023)   | "Các cô gái ở quốc gia nào rất được mọi người si mê (Đố chữ phiên âm tiếng Anh)"      | Mexico                                 | Trường Giang gợi ý cho Lưu Hiền Trinh là quốc gia ở Nam Mỹ nhưng Mexico thuộc Bắc Mỹ (nhưng theo định nghĩa của Liên Hợp Quốc là thuộc Trung Mỹ). |

### Đạo câu hỏi
Trang Facebook về chơi chữ có tên Việt Pun đã tố chương trình Nhanh như chớp sử dụng các câu hỏi được trang này sáng tạo. "Chương trình Nhanh như chớp có rất nhiều câu hỏi trùng với các câu của page đã đăng từ rất lâu. Cho dù có đổi một số chữ nhưng về ý thì không lệch nốt nào. Mình chính thức lên tiếng về vấn đề này vì hôm nay vô tình trực tiếp coi. Mong chương trình Nhanh như chớp không lấy ý của Việt Pun nữa, cảm ơn". Bài viết 'tố cáo' của fanpage này đã nhanh chóng thu hút sự chú ý của cộng đồng mạng. Trước sự việc này, người đại diện của nhà sản xuất Nhanh như chớp cho biết: "Tiêu chí câu hỏi của chương trình là mang lại yếu tố bất ngờ, giải trí cho người chơi và khán giả. Do đó chúng tôi sử dụng câu hỏi từ nguồn biên tập chương trình, khán giả gửi về".

### Khác
- Trong nhiều tập phát sóng, đã có không ít phàn nàn về 2 MC của chương trình, đặc biệt là Trường Giang khi anh thường xuyên tỏ thái độ khó chịu, gay gắt với một số thí sinh tham gia chương trình[28], khai thác quá mức chuyện đời tư của nghệ sĩ[29], nhắc bài cho các thí sinh tham gia chương trình[30][31][32], thậm chí nam danh hài còn bị nghi ngờ là cố tình đọc sai câu hỏi để ngăn thí sinh giành được giải thưởng của chương trình.[33]
- Một số thí sinh bị khán giả chỉ trích, phản ứng về kiến thức, thái độ, cách ứng xử,... không chín chắn, phù hợp, thậm chí là "lố".[34] Trong số này có thể kể đến Quỳnh Châu[35], Nhật Lê[36], B Ray, Vân Trang[37][38], Han Sara[39], PewPew[40][41][42], Long Chun, Lê Bống, Trà Đặng[43][44][45], v.v
- Vì là chương trình hỏi đáp vui, đặc biệt là sử dụng nhiều câu hỏi đố vui, đố mẹo nên hầu hết các câu hỏi dạng này đều bị phản ứng và bị cho là "nhạt", "khó hiểu"[46], "nhảm nhí, vô lý, làm khó, không liên quan với câu trả lời"[47], thậm chí một số câu hỏi còn đi sâu vào đời tư nghệ sĩ, không phù hợp để lên sóng trong một chương trình giải trí được nhiều khán giả theo dõi.

## Giải thưởng
| Năm  | Giải thưởng                     | Hạng mục                                     | Đề cử cho      | Kết quả   | TK     |
| ---- | ------------------------------- | -------------------------------------------- | -------------- | --------- | ------ |
| 2018 | Giải Mai Vàng lần thứ 24 - 2018 | Chương trình truyền hình được yêu thích nhất | Nhanh như chớp | Đoạt giải | [ 48 ] |

## Các phiên bản khác

### Nhanh như chớp nhí
Nhanh như chớp nhí là phiên bản nhí của chương trình Nhanh như chớp vốn từ phiên bản gốc Thái Fa Laeb Dek (tiếng Thái: ฟ้าแลบเด็ก), cũng do Đài Truyền hình Thành phố Hồ Chí Minh phối hợp với công ty Đông Tây Promotion thực hiện (trước đây là công ty Vie Channel ở 4 mùa đầu, riêng mùa 4 phối hợp cùng VieON sản xuất), phát sóng trên kênh HTV2 - Vie Channel và Vie Giải Trí từ ngày 5 tháng 8 năm 2018. Chương trình hiện đã phát sóng được 4 mùa và hiện đang chuẩn bị phát sóng mùa thứ 5. Trấn Thành là người đảm nhiệm vị trí người dẫn chương trình trong ba mùa đầu tiên, vị trí này được thay thế bởi Hòa Minzy từ mùa thứ tư. Không giống như phiên bản gốc, mỗi đội có từ 2 đến 3 thí sinh từ 4 - 8 tuổi cùng với một đội trưởng là nghệ sĩ tham gia.

## Tạm ngừng phát sóng
Trong suốt thời gian phát sóng, chương trình đã có một số lần phải tạm dừng hoặc thay đổi việc phát sóng theo kế hoạch, chủ yếu do trùng vào thời điểm diễn ra các sự kiện đặc biệt. Các chương trình bị hoãn được phát sóng trở lại sau đó 1 tuần. Cụ thể:
- 6 tháng 10 năm 2018, do trùng vào lễ Quốc tang Nguyên Tổng bí thư kiêm chủ tịch HĐBT Đỗ Mười.
- Trong các ngày 2 tháng 2 đến ngày 16 tháng 3 năm 2019, 21 tháng 1 năm 2023 và 10 tháng 2 năm 2024, để phục vụ cho việc phát sóng các chương trình trong dịp Tết Nguyên Đán Kỷ Hợi 2019 cùng Quý Mão 2023 và Giáp Thìn 2024.
- 4 tháng 5 năm 2019, do trùng vào lễ Quốc tang Nguyên chủ tịch nước Lê Đức Anh.

## Nhà tài trợ
- Mùa 1 đợt 2: Trung tâm mua sắm Sài Gòn - Nguyễn Kim
- Mùa 2: Siêu thị điện máy Chợ Lớn, Trung tâm mua sắm Sài Gòn - Nguyễn Kim
- Mùa 3: LG (tập 1-20,28-31), Siêu thị điện máy Chợ Lớn (tập 9 - 19,29-32)
- Mùa 4: Cholimex, Siêu thị điện máy Chợ Lớn
- Mùa 5: Siêu thị điện máy Chợ Lớn (tập chung kết đến nay)
- Mùa 6: Thế giới di động